# لويس ر. إستيفيز
لويس ر. إستيفيز (بالإنجليزية: Luis R. Esteves)‏ هو عسكري أمريكي، ولد في 30 أبريل 1893 في Aguadilla, Puerto Rico ‏ في الولايات المتحدة، وتوفي في 12 مارس 1958 في سان خوان في الولايات المتحدة.